# Pia Lund Hansen
Pia Lund Hansen (født 1949) er en tidligere dansk atlet medlem af Skovbakken i Århus fra 1978 i FIF Hillerød.
Pia Lund Hansen deltog ved EM 1969 i Athen på det danske 4 x 400 meter hold, hvor hun deltog sammen med Birgitte Jennes, Kirsten Høiler og Annelise Damm Olesen. Deres tid på 3:36,2 er fortsat er gældende dansk rekord.

## Danske mesterskaber
- Sølv 1978 400 meter hæk 62,71
- Sølv 1977 400 meter hæk 63,43
- Sølv 1972 100 meter hæk 14,8
- Guld 1972 60 meter hæk-inde 9,0
- Guld 1971 100 meter hæk 14,4
- Guld 1971 60 meter hæk-inde 9,1
- Guld 1970 200 meter 25,7
- Guld 1970 100 meter hæk 14,9
- Sølv 1969 200 meter 25,0
- Sølv 1969 100 meter hæk 14,6

## Danske rekorder
- 4 x 200 meter-inde: 1,43,7 7. marts 1970
- 4 x 400 meter: 3,36,2 19. september, EM Athen, 1969